# Back Dorm Boys
Back Dorm Boys (chiń. upr. 后舍男生; chiń. trad. 後舍男生; pinyin Hòushè Nánshēng) – chiński duet parodystów i aktorów komediowych.
Ich popularność w Chinach rozpoczęła się po nagraniu swojego pierwszego filmu i opublikowaniu go w marcu 2005 na YouTube i Google Video. Nagrywali parodie przebojów muzycznych, wykorzystując podcasting jako środek wyrazu artystycznego. Zasłynęli parodiami piosenek zespołu Backstreet Boys oraz innych wykonawców muzyki pop, nakładając oryginalną ścieżkę dźwiękową na własny materiał filmowy, zawierający synchronizację ruchu warg z oryginalną ścieżką dźwiękową (ang. lip-syncing). Ich pierwszym filmem była parodia piosenki Backstreet Boys pt.: As Long as You Love Me. W początkowym okresie działalności scenerią nagrań był ich mały pokój w akademiku, który zajmowali wspólnie z innym studentem. Z chwilą zdobycia popularności medialnej, dalsze parodie były nagrywane głównie w studio stylizowanym na ich oryginalny pokój oraz w plenerze. W sierpniu 2007 nagrali własną piosenkę pt.: Oyi Oyia z profesjonalnym teledyskiem oraz wydali ją na singlu pod tym samym tytułem.

## Skład duetu
Duet złożony jest z Wei Wei (chiń. upr. 韦炜; chiń. trad. 韋煒; pinyin Wéi Wěi) (ur. 18 października 1982 w Chinach) i Huang Yixin (chiń. upr. 黄艺馨; chiń. trad. 黃藝馨; pinyin Huáng Yìxīn) (ur. 16 listopada 1982 w Chinach). Obaj panowie poznali się w 1998 r. podczas zajęć z malarstwa. Uczęszczali do tej samej szkoły średniej i studiowali następnie na tej samej uczelni artystycznej: rzeźbiarstwo w Instytucie Sztuki na Uniwersytecie Guangzhou (chiń. 廣州), na południu Chin. Huang Yixin pełnił na uniwersytecie funkcję przewodniczącego miejscowego związku studentów. Obaj ukończyli studia w 2006 r. już w okresie ich dużej popularności w mediach chińskich. Jako pracę dyplomową wykonali własne rzeźby w naturalnej wielkości: jako stojące postacie oraz jako jeźdźcy na koniach. Ze względu na różnice wzrostu, Huang Yixin otrzymał przydomek "Mały" a Wei Wei – "Duży".
Na większości swoich nagrań "Duży" siedzi po prawej stronie ekranu, "Mały" – po lewej. Uzupełniającą rolę w nagraniach duetu odgrywał ich kolega z pokoju, Xiao Jing (ur. 18 lipca 1984 w Chinach), najczęściej siedzący w tle przy swoim komputerze, zwrócony do Wej Wei i Huang Yixin plecami, najczęściej zajęty grą komputerową Counter-Strike.

## Popularność
Oglądalność oryginalnych edycji filmów duetu, publikowanych na chińskiej wersji Google-Video, wyniosła kilkuset milionów obejrzeń. Na YouTub oglądalność przekraczała milion obejrzeń dla poszczególnych odcinków, a użytkownicy innych wersji językowych tego portalu powielali filmy z własnymi tytułami i opisami, nadając parodystom różne nazwy. Wśród użytkowników YouTube znani są pod takimi nazwami: The Back Dormitory Boys, Chinese Backstreet Boys, Dormitory Boys, Two Chinese Boys oraz Houshe Boys. Dzięki rosnącej popularności duetu, zapraszano parodystów do udziału w wielu audycjach telewizyjnych i radiowych w całych Chinach. Światową popularność duet zdobył po emisji ich filmu w październiku 2005, w amerykańskiej sieci telewizyjnej NBC, w audycji The Ellen DeGeneres Show. Na zamówienie sieci NBC duet sparodiował fragment z serialu telewizyjnego Herosi, w którym dwóch Azjatów śpiewało piosenkę zespołu Backstreet Boys pt.: I Want It That Way.

## Komercjalizacja twórczości
Popularność duetu doprowadziła do następnego etapu w ich działalności: udział w reklamach firm Motorola i Pepsi na potrzeby rynku w Chinach.

### Motorola
Jednym z projektów kampanii Motoroli na rynku chińskim było ogłoszenie w sierpniu 2005 konkursu na nagranie wideo z playbackiem. Reklamówkę skierowano głównie do młodych klientów. Zaczynała się nagraniem duetu Back Dorm Boys i ich interpretacją piosenki pt.: Radio in My Head, pierwotnie wykonywanej przez Pu Shu (chiń. 朴树) w roku 2004. Konkurs spotkał się z wielkim zainteresowaniem Chińczyków. Ta kampania reklamowa Motoroli zdobyła w dniu 28 czerwca 2006 złotą nagrodę Asian Marketing Effectiveness Awards 2006 w Hongkongu. Media chińskie uznały wkład Back Dorm Boys w ten sukces.

### Pepsi
Pepsi zaangażowało duet w kampanii Pepsi Creative Challenge – Mydadada z ich interpretacją przeboju niemieckiego zespołu Trio, pt. Da Da Da, z roku 1982. Wei Wei i Huang Yixin pojawili się obok chińskiej gwiazdy pop, Nicolasa Tse w reklamie Pepsi Max.

### Trmusic
W lutym 2006 przedsiębiorstwo mediowe Taihe Rye Music Co., Ltd. (Trmusic) zaangażowało Back Dorm Boys jako stałych współpracowników. Po ukończeniu studiów na Uniwersytecie Guangzhou, zostali zobowiązani przez Trmusic do dalszych studiów artystycznych na wydziale śpiewu i tańca na uniwersytecie w Pekinie.

### Sina Media
W konkursie Sina-Aokang Internet Awards zorganizowanym przez Sina Media w Pekinie w 2006 dla ludzi świata kultury, duet zdobył nagrodę w swojej kategorii artystycznej Podcaster. W efekcie Sina Media, jeden z największych chińskich dostawców internetu sina.com, podpisał z Wei Wei i Huang Yixin kontrakt na prowadzenie strony internetowej firmy Sina Media.

## Imitacje
W angielskojęzycznym internecie pojawił się blog o nazwie Dormitory Boys na portalu Blogger.com, który jednak nie jest prowadzony ani autoryzowany przez Wei Wei i Huang Yixin.

## Aktywność zawodowa po ukończeniu studiów
W latach 2008–2011 Huang Yixin wspólnie z Wei Wei zagrali w czterech komediach fabularnych:
- 2008: Ha! Ha! Ha![18]
- 2008: Almost Perfect[19]
- 2009: Panda Express[20]
- 2011: East Meets West[21]

Od roku 2009 Wei Wei zagrał jedną z ról pierwszoplanowych w 57-odcinkowym serialu sitcom o studentach pt.: Nonstop. Serial emitowała telewizja chińska Dragon Televison.
Obaj są obecnie prezenterami w Centralnej Telewizji Chińskiej (CCTV), prowadzącymi audycje rozrywkowe.